# Gnophos gulsensis
Gnophos gulsensis är en fjärilsart som beskrevs av Wolfsberger 1959. Gnophos gulsensis ingår i släktet Gnophos och familjen mätare. Inga underarter finns listade i Catalogue of Life.